# Đại Vân Tổ Nhạc Nguyên Điền
Đại Vân Tổ Nhạc Nguyên Điền (zh. 大雲祖嶽原田, ja. daiun sōgaku harada), 1870-1961, là một vị Thiền sư Nhật Bản, thuộc tông Lâm Tế, một trong những Thiền sư quan trọng nhất của Nhật Bản hiện đại.
Sư vào chùa tu học năm lên bảy và ban đầu tu tập theo tông Tào Động. Sau, Sư đến tu tập tại một Thiền viện khác theo quy tắc của tông Lâm Tế. Năm lên 40, Sư được cử làm thị giả cho Độc Trạm Lão sư (ja. dokutan rōshi), vị trụ trì Nam Thiền tự (ja. nanzen-ji) và cũng là một trong những vị Thiền sư danh tiếng nhất thời đó.
Sau khi được Độc Trạm ấn khả, Sư được mời đến trụ trì Pháp Tâm tự (ja. hosshin-ji) tại tỉnh Obama và dưới sự quản lý của Sư, Thiền viện này trở thành một trung tâm tu học quan trọng của Thiền tông tại Nhật.
Các bài thuyết pháp của Sư cho những người mới nhập môn tu học thiền đạo được môn đệ chính của Sư là Bạch Vân An Cốc (ja. hakuun yasutani) phổ biến rộng rãi tại phương Tây.